# Невидимий світ
«Невидимий світ» — драма 2007, знята режисером Шамім Саріф за мотивами власного роману.

## Зміст
Над створенням цього фільму трудилося кілька кінорежисерів. Кожен з них зробив свій внесок у вигляді короткометражної історії, в якій під певним кутом розглядається концепція невидимості і прихованої від очей простих людей реальності. Чим є цей світ? Бути може, ми не бачимо важливу частину того, що оточує нас?

## Ролі
| Актор           | Роль    |
| --------------- | ------- |
| Ліза Рей        | Міріам  |
| Шитал           | Аміна   |
| Парвин Дабас    | Омар    |
| Нандана вересня | Ремат   |
| Девід Денніс    | Джейкоб |

## Див також
- «Еймі і Ягуар» - німецька драма 1999 року.
- «Я не можу думати гетеросексуально» - англійська мелодрама 2007 року з участю Лізи Рей і Шітали Шет, також знятий Шамім Саріф.
- Лесбійські відносини в кінематографі
- Список фільмів на лесбійське тематику

## Нагороди
| Награды                                                | Награды | Награды                            | Награды                                                       | Награды     |
| ------------------------------------------------------ | ------- | ---------------------------------- | ------------------------------------------------------------- | ----------- |
| Фестиваль / Премия                                     | Год     | Награда                            | Категория                                                     | Победитель  |
| Miami Gay and Lesbian Film Festival                    | 2008    | Приз глядацьких симпатій           | Найкращий фільм                                               | Шамім Саріф |
| Phoenix Film Festival                                  | 2008    | Copper Wing Award                  | Best Director — World Cinema                                  | Шамім Саріф |
| Tampa International Gay and Lesbian Film Festival      | 2008    | Приз глядацький симпатій Приз журі | Приз глядацьких симпатій за найкращий фільм Найкращий режисер | Шамім Саріф |
| Verzaubert - International Gay & Lesbian Film Festival | 2008    | Rosebud (2-е місце)                | Найкраща картина                                              | Шамім Саріф |

## Знімальна група
- Режисер — Шамім Саріф
- Сценарист — Шамім Саріф
- Продюсер — Ханан Каттан
- Композитор — Річард Блекфорд